# أوغوست جوردان
أوغوست جوردان (بالفرنسية: Auguste Jordan)‏ (مواليد 21 فبراير 1909) هو لاعب كرة قدم. يلعب مع منتخب فرنسا لكرة القدم. سبق له أن لعب في كأس العالم لكرة القدم مع منتخب بلاده.

## روابط خارجية
- أوغوست جوردان على موقع الاتحاد الدولي (مؤرشف)  (الإنجليزية)
- أوغوست جوردان على موقع قاعدة بيانات كرة القدم.إي يو (الإنجليزية)
- أوغوست جوردان على موقع ناشيونال فوتبول تيمز (الإنجليزية)
- أوغوست جوردان على موقع عالم كرة القدم.نت (الإنجليزية)